# Aralia subcordata
Aralia subcordata är en araliaväxtart som först beskrevs av Nathaniel Wallich och George Don, och fick sitt nu gällande namn av Jun Wen. Aralia subcordata ingår i släktet Aralia och familjen Araliaceae. Inga underarter finns listade.